# Melanopleurus nubilus
Melanopleurus nubilus är en insektsart som beskrevs av Harry Brailovsky 1979. Melanopleurus nubilus ingår i släktet Melanopleurus och familjen fröskinnbaggar. Inga underarter finns listade i Catalogue of Life.